# Todarodes
Todarodes – rodzaj kałamarnic z rodziny strzalikowatych (Ommastrephidae). Są poławiane gospodarczo.

## Gatunki
- Todarodes angolensis – kalmar angolański
- Todarodes filippovae
- Todarodes pacificus – strzalik japoński[3]
- Todarodes sagittatus – kalmar europejski